# Santa Eulàlia d'Unha
Santa Eulàlia d'Unha és l'església parroquial de la població d'Unha (Naut Aran) inclosa en l'Inventari del Patrimoni Arquitectònic de Catalunya. Fou bastida dalt d'un turó, on s'agrupen les edificacions que formen al costat del clos del cementiri.

## Descripció
És un edifici romànic, de planta basilical trapezoïdal. És de tres naus desiguals, separades per arcs formers que descansen sobre columnes, i coberta amb volta de canó la central, i de quart de cercle les laterals. Totes les voltes són reforçades per arcs torals. Dels tres absis, decorats exteriorment amb arcuacions cegues i faixes llombardes sota fris de dents de serra, el central és més profund i mostra un ample espai presbiteral. Tots tres absis presenten obertures de doble esqueixada. El mur de migjorn està recorregut per una sèrie de permòdols amb decoració de caps d'animals. Hi ha també el portal que és molt senzill, format per un arc de mig punt dovellat. Al capdamunt hi ha un carreu amb el relleu d'un crismó. A ponent s'alça el campanar bastit el 1775, de planta quadrada que esdevé octogonal, té un curiós acabament de tipus orientalitzant, molt diferent dels de la resta de la Vall. Al mur de llevant s'alça un campanar d'espadanya.
A l'interior guarda un altar barroc (1736) de Santa Eulàlia de Mèrida a l'absis major i dos més, també barrocs (segle xviii) a les absidioles, un de la Verge del Roser i l'altre de la Crucifixió de Jesús.
Prop de la porta hi ha una pica beneitera decorada d'època romànica sobre un peu de pedra.
Té una pica baptismal de vas cilíndric (99 cm- 79 cm de diàmetre) i peu curt (38 cm) en proporció a la peça superior; aquest presenta semiesferes a la seva superfície. Aquestes semiesferes també es representen a les piques de Vielha i Montcorbau. La part superior, corresponent al recipient, presenta ornamentació en baix relleu de motius geomètrics en ziga-zagues, aspes i quadrats. També hi ha una creu com a únic element decoratiu de referència religiosa.
Es conserva una altra pica baptismal per immersió de format rectangular-prismàtic i utilitzada posteriorment com a recipient per l'oli; és possible que originàriament hagués estat un sarcòfag. A la superfície de la cara longitudinal si pot observar una àmplia gamma iconogràfica del que es pot interpretar com a art popular aranès, on comparteixen espai símbols cèltics i precristians amb d'altres purament cristians. Així s'hi representen elements geomètrics (ondulacions, cercles, aspes...) estampats en baix relleu i sense cap mena de projecció compositiva; situada més o menys al centre de la composició hi ha esculpida una creu llatina. Presenta un peu cilíndric de 67 cm de diàmetre amb semiesferes esculpides i un vas decorat en baix relleu representant el símbol estel·lar de quatre puntes envoltats per una cinta ondulada que dona la volta tot el diàmetre de la pica.
També es pot veure un tenant decorat que suporta l'ara d'altar.